# Brachythecium krausei
Brachythecium krausei là một loài Rêu trong họ Brachytheciaceae. Loài này được (Macoun & Kindb.) Paris mô tả khoa học đầu tiên năm 1894.